# Park Esplanadi
Park Esplanadi, finsky Esplanadin puisto nebo Esplanadi a švédsky Esplanadparken, je městský park a esplanáda. Nachází se ve čtvrti Kaartinkaupunki v okrese Ullanlinna v Jižním hlavním obvodu města Helsinky v provincii Uusimaa v jižním Finsku.

## Další informace
Tento park, založený asi v roce 1812, je společně se sousedním náměstím Kauppatori oblíben místními i turisty. Rozkládá se od náměstí Erottaja a Švédského divadla (Svenska Teatern) až k náměstí Kauppatori. Východní část parku se nazývá Kappeliesplanadi a její název je odvozen od restaurace Kappeli (Kaple), která se v parku nachází od roku 1867. Ve východní části je také jeviště Espan lava, kde se často konají kulturní akce.

## Galerie

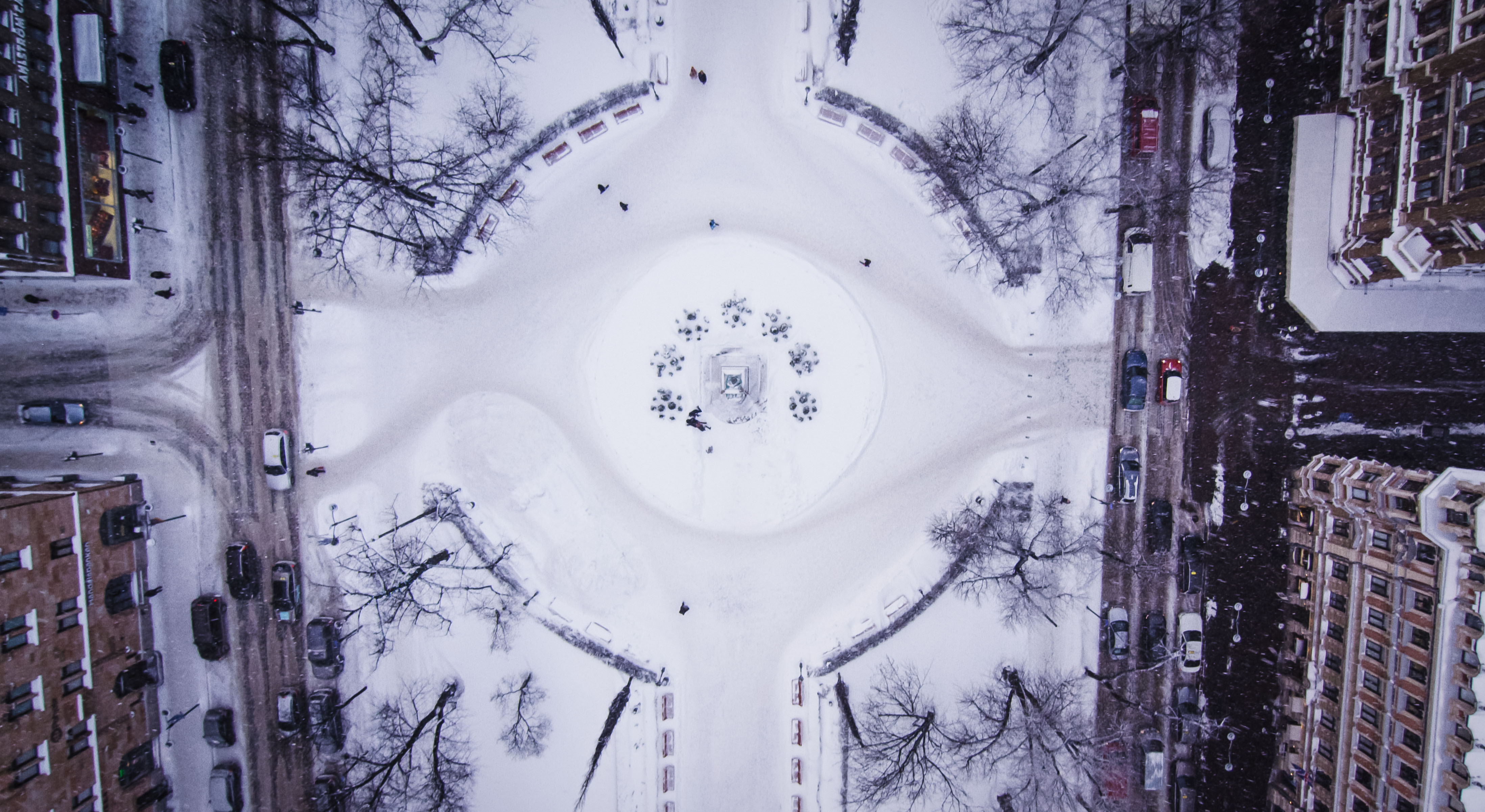
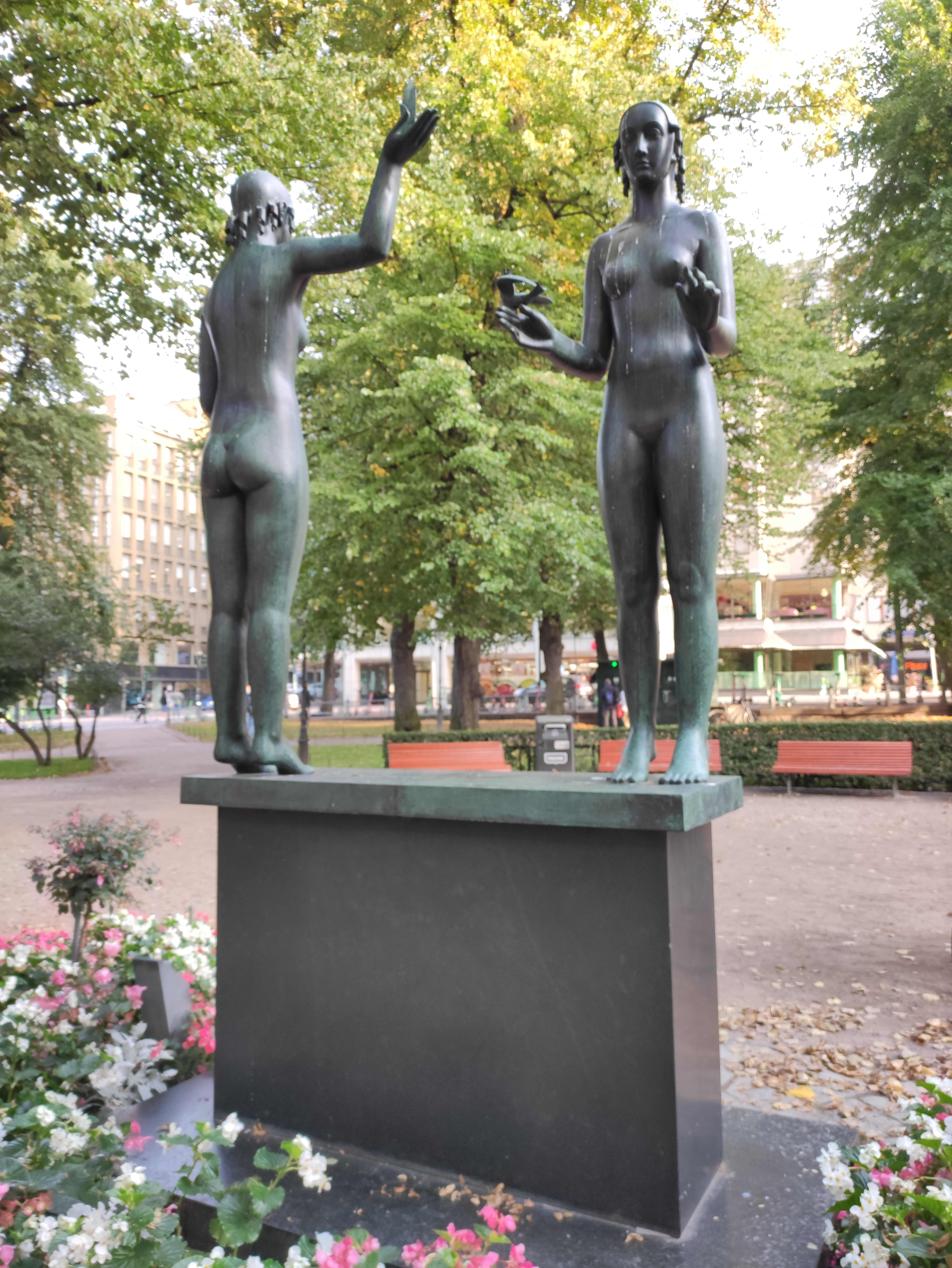
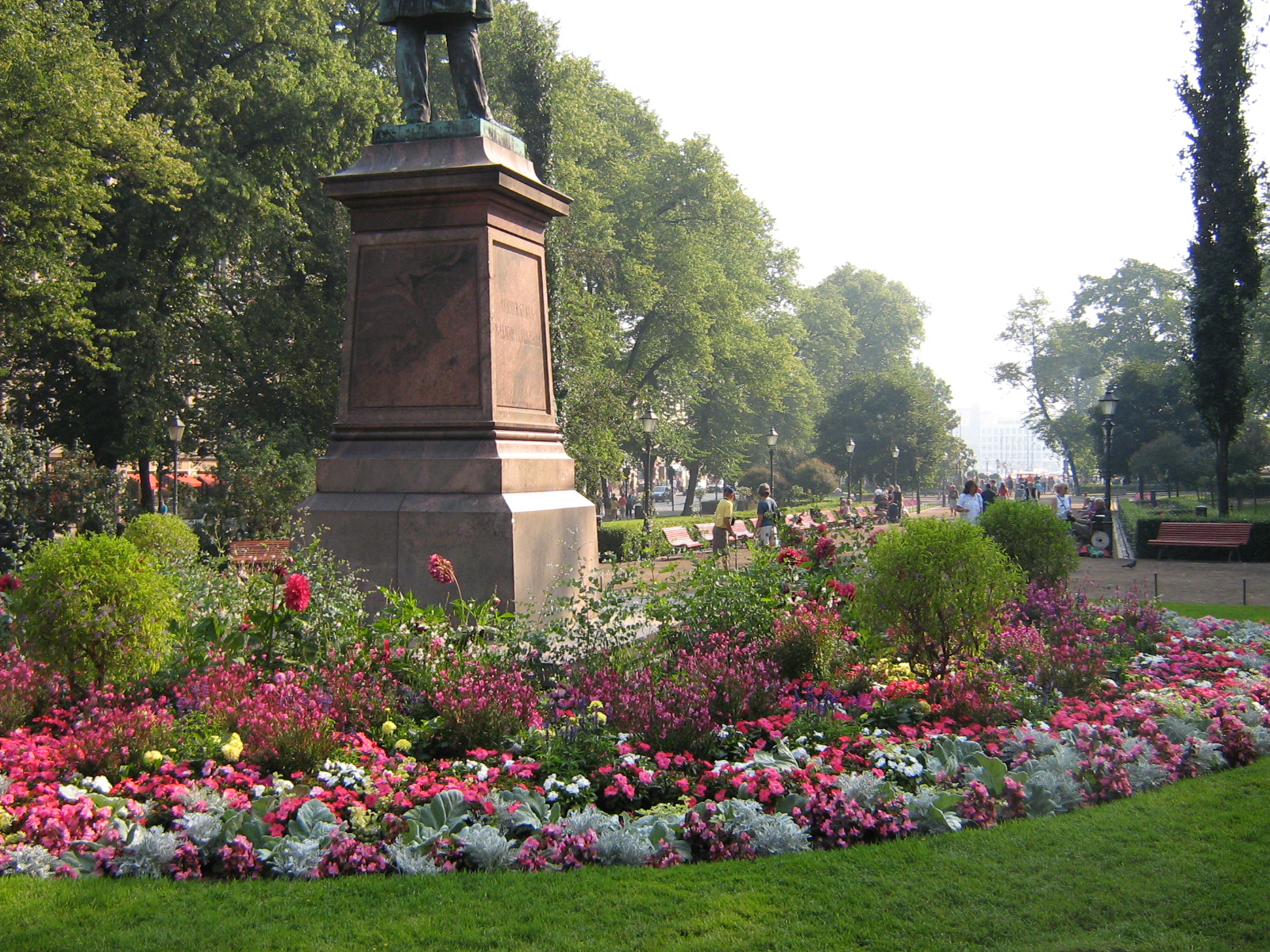
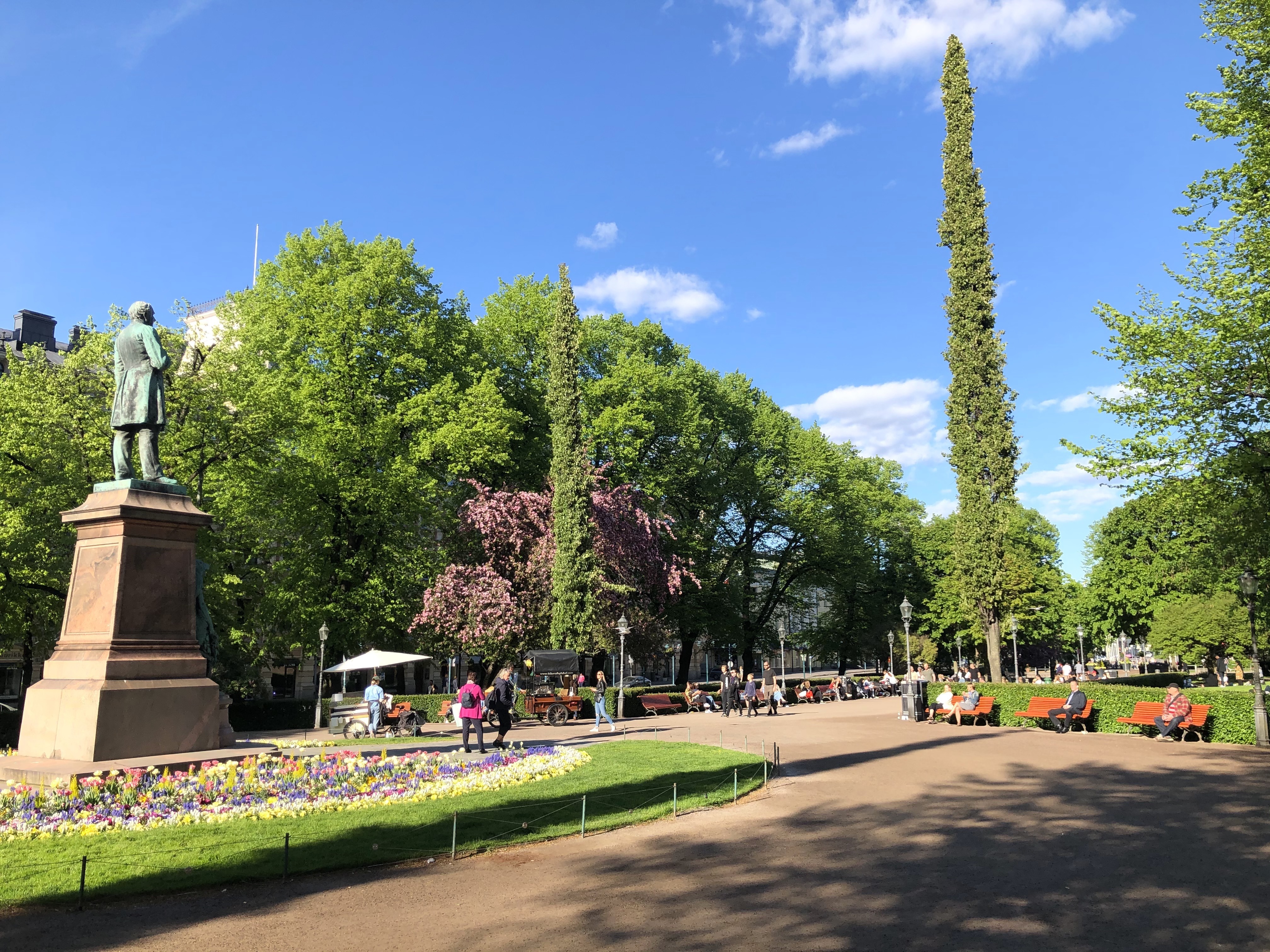
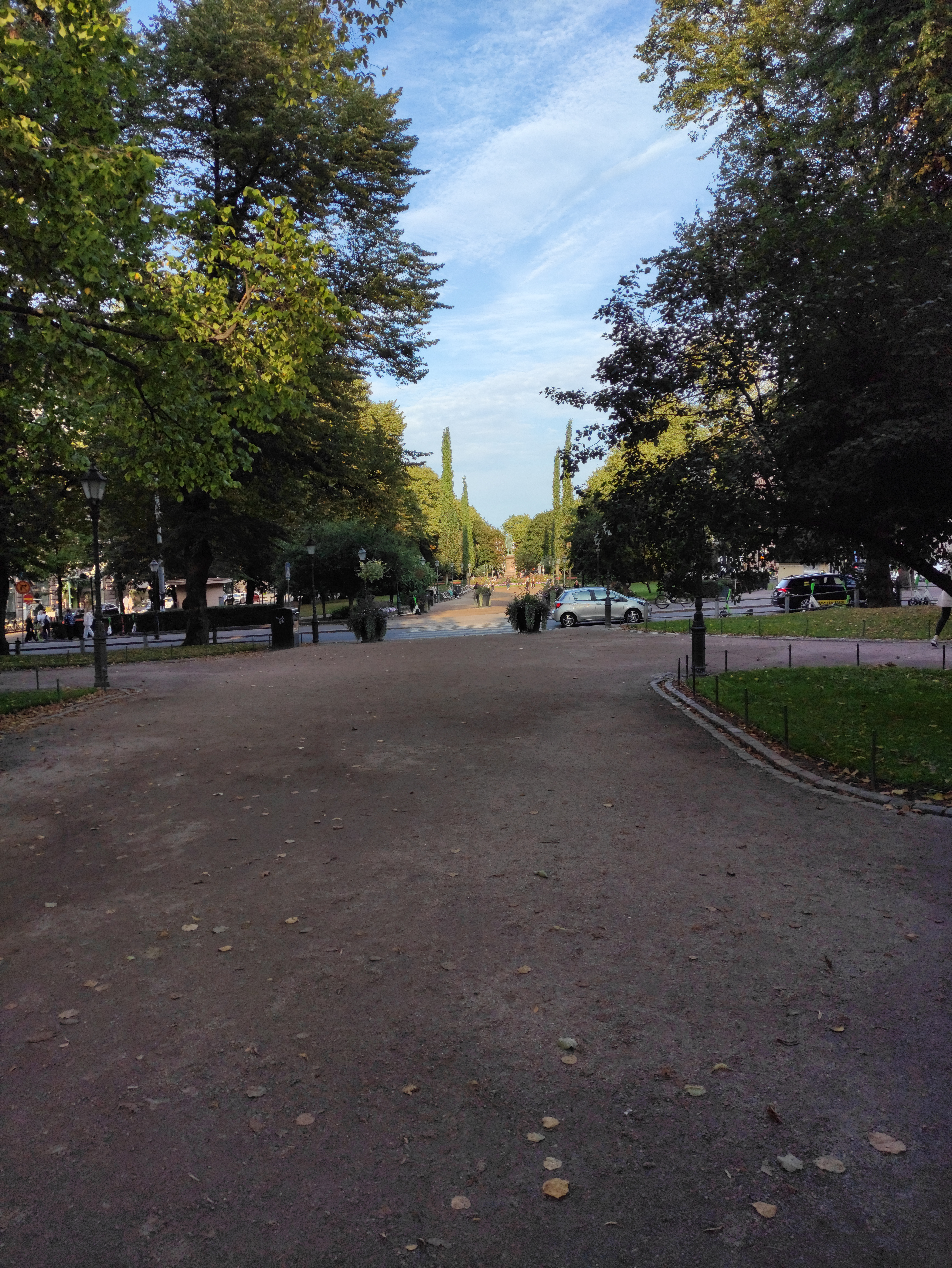
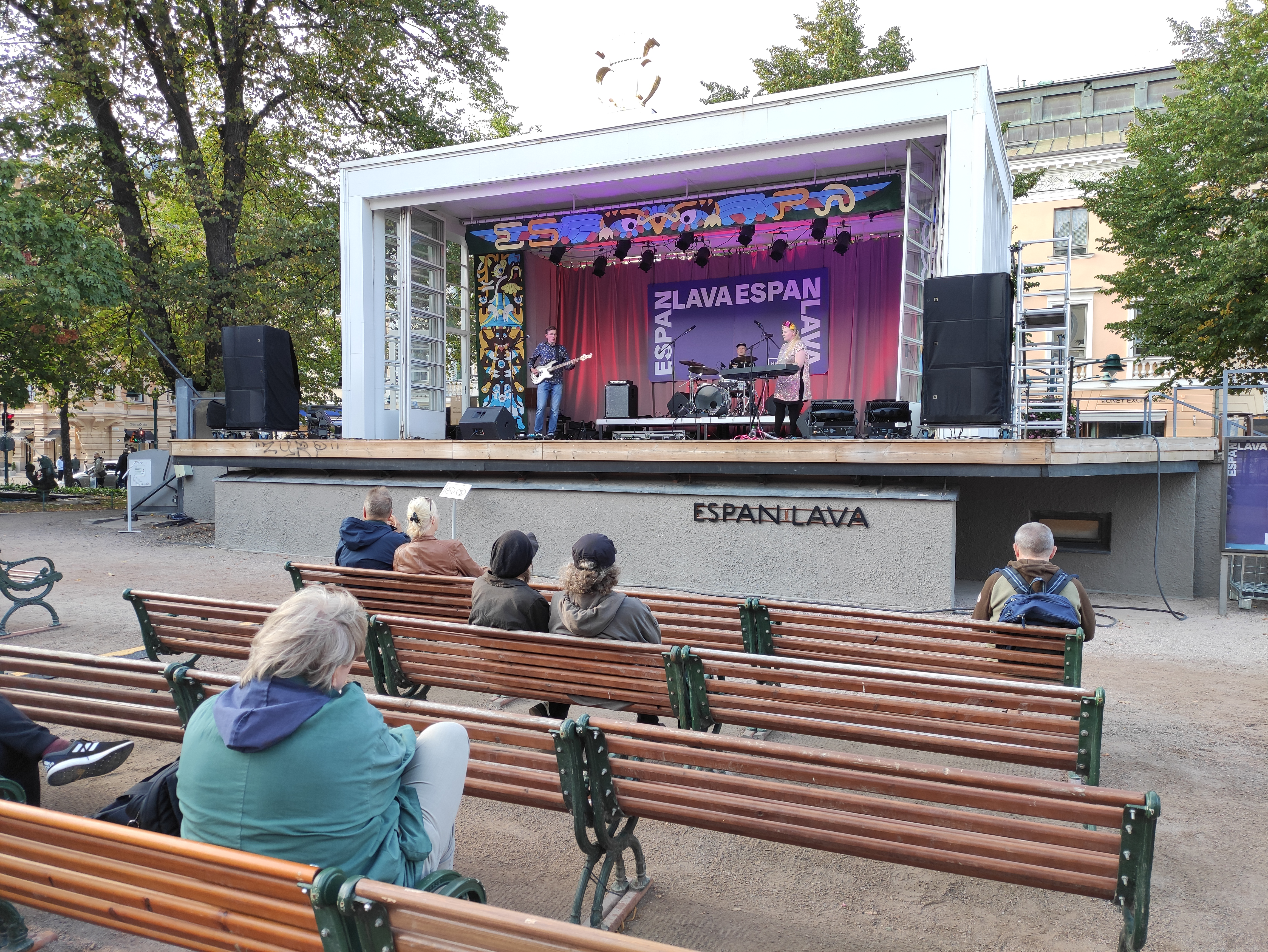
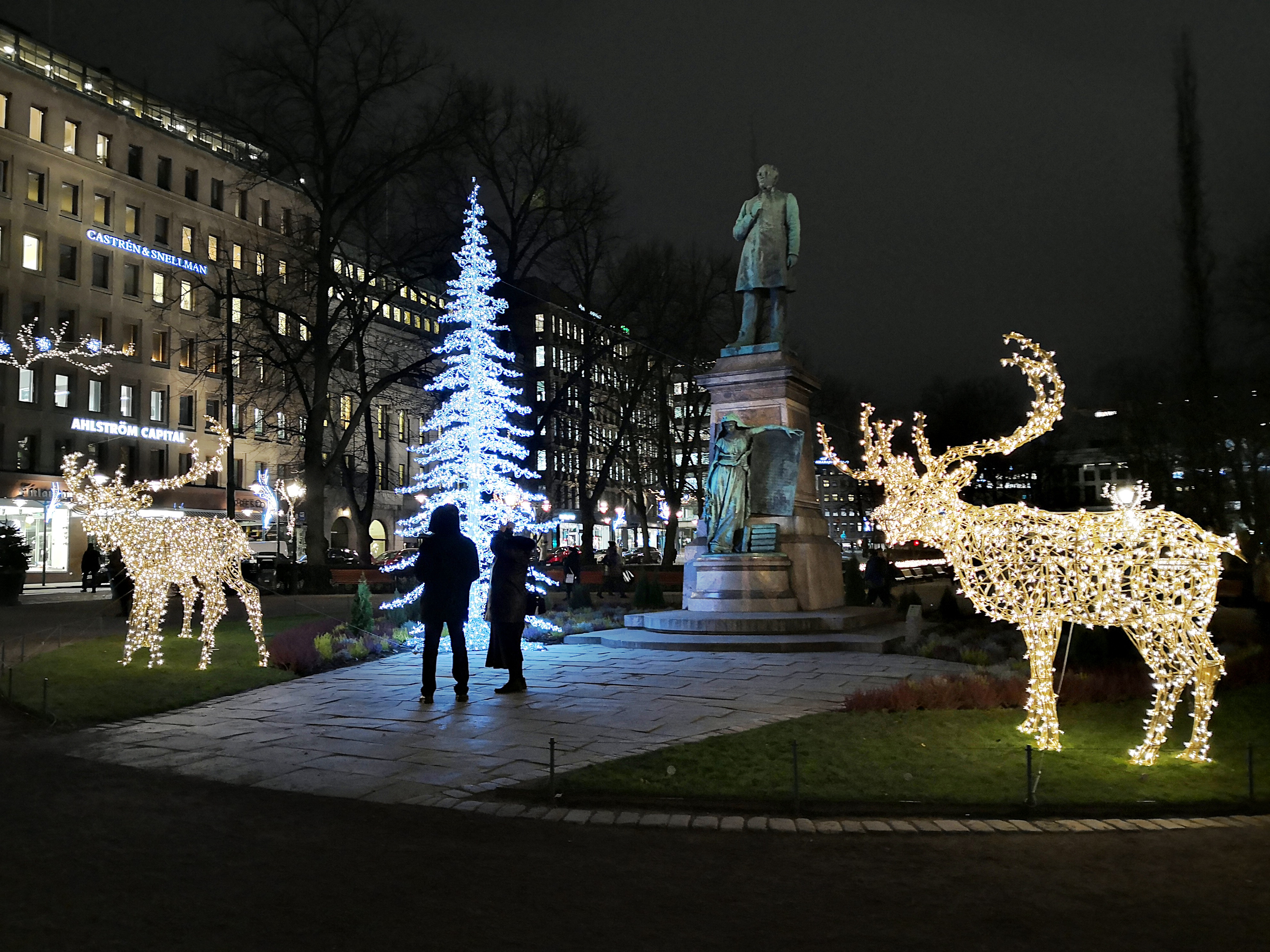
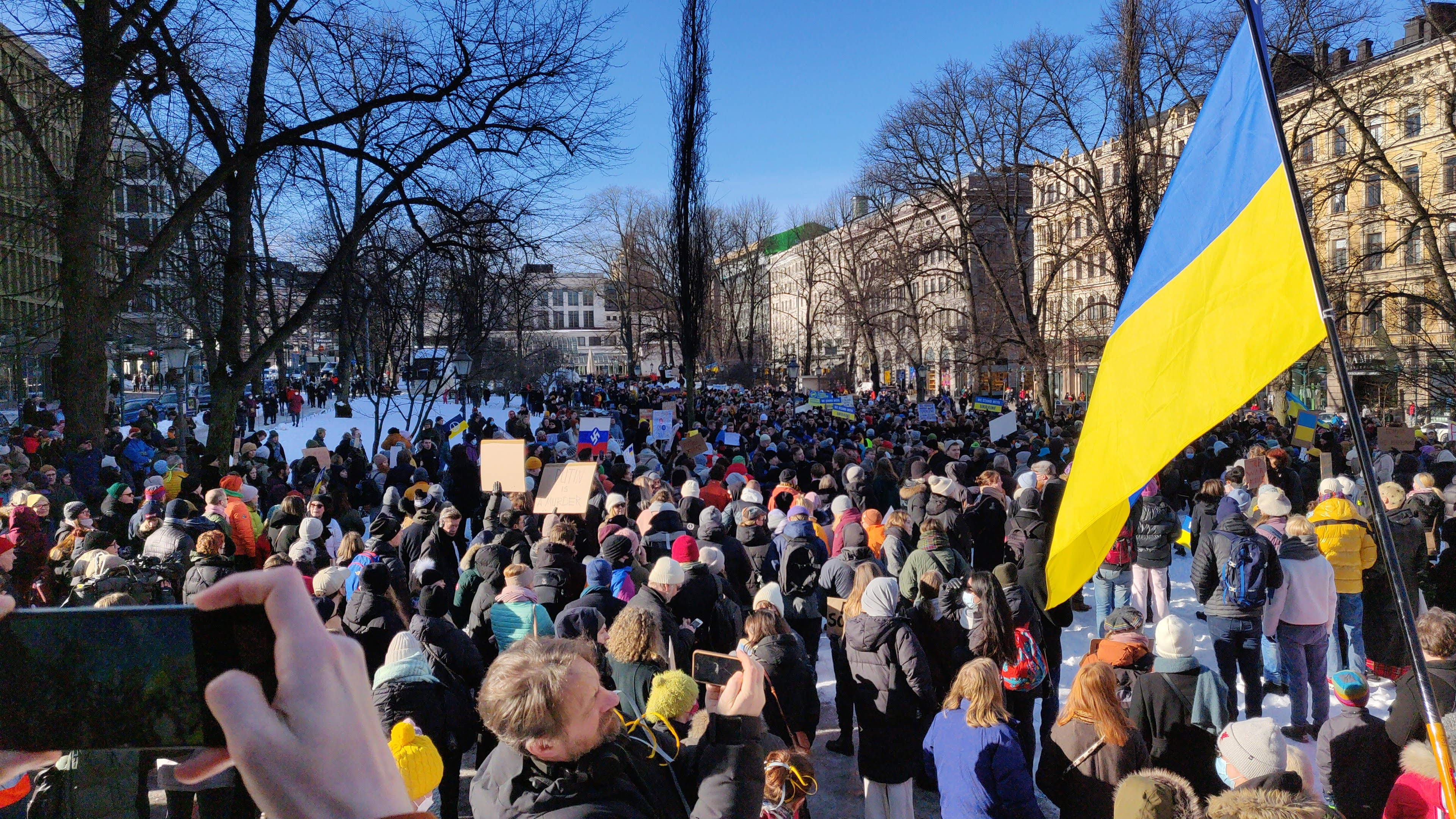